# 野尻氏
野尻氏（のじりし）は、日本の氏族の一つ。野尻の地名は日本各地にあり、それらに由来するものが多い。

## 河内野尻氏
河内国・紀伊国・越中国・大和国宇智郡を支配した管領家畠山氏の内衆。河内国交野郡の有力国人で、隣接する山城国綴喜郡野尻郷（現在の京都府八幡市）の出身とみられる。
応永16年（1409年）以降の書状に野尻七郎右衛門尉の名前が現れる。七郎右衛門尉は大和国宇智郡の郡代を務めた。
その後、畠山氏が義就流と政長流に分裂すると、野尻氏は政長流の内衆として活動する。文明15年（1483年）9月に畠山政長方の大将・野尻某が河内国牧郷にある犬田城（大阪府枚方市印田町）で自刃し（犬田城の戦い）、永正元年（1504年）12月、和泉国日根野での半済の賦課を野尻氏が実行、永正8年（1511年）7月には細川澄元により野尻某が戦死した。
政長の河内進出の際、前線の犬田城に大将として入れられたことから、野尻氏は元々北河内に地盤を持っていたものと推測される。
天文14年（1545年）5月、挙兵した細川氏綱の鎮圧のために派遣された細川晴元の軍勢に野尻氏が加わっている。河内の軍勢500を率いており、野尻氏は北河内最大の戦国領主であったといえる。
天文21年（1552年）、畠山氏内部の覇権争いの結果、安見宗房により萱振賢継とそれに同心する者たちが粛清される。その際、萱振方に付いていた野尻治部は半死半生で逃げ延びた。その後、牢人として牧郷の招堤寺内に入り、その防衛に携わったとされる。
野尻治部失脚後の野尻氏は安見宗房の子が継承し、野尻満五郎と名乗った。これにより、野尻氏が持っていた北河内の国人への軍事動員権を宗房が掌握することとなった。
その後、天文年間から永禄年間にかけて野尻宗泰（兵衛大夫）の名が、元亀年間から天正年間にかけては野尻実堯（備後守）の名が見られる。実堯は河内守護代・遊佐信教の内衆で、元亀4年（1573年）1月には河内の下郡代を務めていた。安見宗房の子の満五郎と実堯が同一人物かどうかは不明だが、宗房もかつては下郡代であり、それを引き継いだ形となる。
江戸時代前期の儒学者・熊沢蕃山は、『北小路俊光日記抄』に記載される話によると、河内飯盛城主・野尻備後守の曽孫に当たるという。